# Anheuser-Busch InBev
Anheuser-Busch InBev (Euronext: ABI

, NYSE: BUD) er en multinational bryggerikoncern, der dannedes i 2008, da det belgisk funderede InBev for 52 mia. $ opkøbte aktiemajoriteten i det amerikanske konsortium Anheuser-Busch. Hermed blev selskabet verdens største bryggeriselskab. Blandt dets ølmærker findes Budweiser, Stella Artois, Beck's, Staropramen, Leffe og Hoegaarden.

## Eksterne referencer
- Wikimedia Commons har flere filer relateret til Anheuser-Busch InBev

1. ↑  Navnet er anført på engelsk og stammer fra Wikidata hvor navnet endnu ikke findes på dansk.
2. ↑  Budweiser-bryggeriet solgt for 244 mia. kr (Webside ikke længere tilgængelig)

| Firma | Spire Denne artikel om et firma eller en virksomhed er en spire som bør udbygges. Du er velkommen til at hjælpe Wikipedia ved at udvide den. |